# Belladonna of Sadness
Belladonna of Sadness (japanisch 哀しみのベラドンナ, Kanashimi no Beradonna) ist ein japanischer Anime-Film von Eiichi Yamamoto. Er basierte lose auf dem Traktat La Sorcière (1862) von Jules Michelet und ist der dritte und letzte Teil der von Osamu Tezuka konzipierten Animerama-Trilogie (Sen’ya Ichiya Monogatari und Cleopatra) des Studios Mushi Production, die aus erotischen Animationsfilmen für Erwachsene bestand. Die im europäischen Mittelalter angesiedelte Geschichte erzählt vom schönen Bauernmädchens Jeanne, das sexueller Gewalt ausgesetzt und der Hexerei angeklagt wird.

## Geschichte
Das frisch vermählte Bauernpaar Jeanne und Jean möchte dem lokalen Baron die traditionelle Brautsteuer entrichten; doch der Baron fordert mehr, als sie haben. Da bestimmt die Baronin, dass die Jungfräulichkeit der Jeanne die Brautsteuer ist, woraufhin die anwesenden Adligen sie wiederholt vergewaltigen, während sie Jean der Burg verweisen. Wieder vereint versucht Jean sie zu trösten. Sie sollten die Vergangenheit vergessen. Jeanne begegnet in Visionen einem an einen Phallus erinnernden Teufel, der ihr sagt, dass sie Macht und Rache will und haben kann. Sie macht sich über seine geringe Größe lustig; doch er sagt, er könne so groß und mächtig sein, wie sie es wünscht, und Jeanne stimuliert ihn. Sie beginnt als Weberin zu arbeiten und ist damit erfolgreich, so dass die anderen Bauern bald glauben, sie sei mit dem Teufel im Bunde. Da Jean durch ihren Erfolg bald die meisten Steuern im Dorf zahlt, wird er zum Steuereintreiber ernannt. Doch als er dem Baron nicht genügend Geld für seine Kriegsvorbereitungen bringt, schlägt dieser ihm die Hand ab – um ihn zu animieren. Bald zieht der Baron in den Krieg. Jeanne schafft es, von einem Wucherer gegen unbenannte Gegenleistungen einen günstigen Kredit zu bekommen und kann sich als eine Art Gegenbaronin etablieren, da sie nun Geld verleihen kann.
Als der Baron als Sieger aus dem Krieg zurückkehrt, stachelt die Baronin ihn an, gegen Jeanne vorzugehen, die sie als Hexe bezeichnet. Sie wird von der aufgehetzten Masse vertrieben; Jean, der inzwischen zum Alkoholiker geworden ist, lässt sie nicht mehr in ihre gemeinsame Wohnung. Sie flieht in einen nahen Wald, wo sie nun einen Handel mit dem stark angewachsenen Phallus-Teufel macht. Derweil fällt der schwarze Tod über das Dorf her. Doch Jeanne kann mit ihrer Kenntnis über bestimmte Pflanzen den Menschen, die zu ihr kommen, helfen. Sie hilft auch einem Pagen dabei, die Lust der Baronin zu wecken; der Baron überrascht Page und Baronin und ermordet sie. Nun lässt er Jean zu sich kommen; er soll Jeanne an seinen Hof bitten, um ihr Wissen zum Wohle des Volkes einsetzen zu können. Jean geht darauf ein. Jeanne, glücklich, wieder mit Jean vereint zu sein, kommt mit ihm. Doch sie weist alle Angebote des Barons zurück. Daraufhin lässt dieser sie auf dem Scheiterhaufen verbrennen. Als Jean sich nun doch auflehnen will, wird auch er getötet.

## Synchronisation
- Aiko Nagayama – Jeanne
- Katsutaka Itō – Jean
- Tatsuya Tashiro – Hexe
- Tatsuya Nakadai – Teufel
- Masaya Takahashi – Baron
- Shigaku Shimegi – Baronin
- Masakane Yonekura – Katholischer Priester
- Chinatsu Nakayama – Erzähler

## Produktion und Veröffentlichung
Der Film verwendet nur wenige eigentliche Animationselemente, sondern basiert hauptsächlich aus Zeichnungen, die von der Kamera abgefahren werden, wobei oft Anlehnungen an die westliche Kunst, besonders auch an die Werke von Aubrey Beardsley und Gustav Klimt sowie an Tarot-Illustrationen auffällig sind; es gibt auch zahlreiche Anleihen bei Pop-Art und Filmen wie Yellow Submarine.
Für die Produktion war jedoch ein deutlich geringeres Budget verfügbar als nötig. Eiichi Yamamoto selbst beschrieb den Film als „Flickwerk“.
2004 wurde der Film in Japan als DVD neu aufgelegt. Im Jahr 2016 wurde er im 4K-Format aufwendig restauriert und vom amerikanischen Unternehmen Cinelicious Pics neu herausgegeben, die ihn ab dem 6. Mai 2016 in ausgewählten Kinos zeigten und am 12. Juli 2016 auf Blu-ray veröffentlichten. Diese Fassung plant Rapid Eye Movies am 25. November 2016 mit deutschen Untertiteln herauszubringen.

## Rezeption
Belladonna of Sadness wurde zur Zeit seiner Premiere von der Kritik positiv aufgenommen und wurde auf der Berlinale von 1973 unter dem Titel Tragödie der Belladonna im Wettbewerb gezeigt, blieb aber kommerziell ohne Erfolg. Nachträglich wird er von der japanischen Kritik weniger positiv gesehen: Tsugata Nobuyuki nennt ihn „nicht-animierte Animation“ und Sugii Gisaburō macht im Film den letzten, gescheiterten Versuch aus, Tezukas Anspruch an künstlerisches Kino zu verwirklichen.
Aufgrund der Verbindung von Sozialkritik, Feminismus und expliziten Darstellungen sexueller Gewalt gepaart mit Lust, die teilweise zwischen Hippy-Porncore und Voyeurismus chargieren, fanden es Rezensenten der restaurierten Fassung nicht immer einfach oder angebracht, eine eindeutige Haltung zu dem Werk einzunehmen. So schrieb die Taz: „Die Bilder, die Yamamoto und Fukai für die Gewalt gegen Frauen in patriarchalen, sexistisch strukturierte Gesellschaften gefunden haben, verstören noch heute, das feministische Ende des Films wirkt zunächst irritierend“. Alissa Wilkinson schrieb auf der amerikanischen Roger-Ebert-Website, der Film sei "still a tough watch, partly because it seems so bent on shocking every viewer that each gorgeous image is followed by something terrifying (or sometimes, juvenile – never has the devil been less scary than in the form of a penis with a face)." Der Spiegel hielt das Werk für eine „zeittypische Mixtur aus Emanzipation und Sexploitation“ dessen „Mixtur aus Psychedelik und Kunstgeschichte das Gros heutiger Animationsfilme bildkünstlerisch noch immer übertrifft.“ Die Internetplattform Gelore schrieb zur Neuvorstellung: „Die erneute Begegnung mit Belladonna fällt wie gehabt verstörend aus, der Soundtrack des japanischen Rockpioniers Masahiko Sato klingt immer noch wie eine psychedelische Gehirnoperation, und die Botschaft des Films liegt weiterhin größtenteils im Nebel“.